# 寧浦郡
寧浦郡（ねいほ-ぐん）は、中国にかつて存在した郡。後漢末から唐代にかけて、現在の広西チワン族自治区横県に設置された。

## 概要
218年（建安23年）、鬱林郡・高涼郡・合浦郡の3郡を分割して、寧浦郡が立てられた。平山県に郡治が置かれた。寧浦郡は交州に属した。
後に寧浦郡は廃止されて、合浦郡に編入された。260年（呉の永安3年）、合浦郡平山県に合浦北部都尉が置かれた。
286年（晋の太康7年）、合浦北部都尉は寧浦郡と改められた。晋の寧浦郡は広州に属し、寧浦・連道・呉安・昌平・平山の5県を管轄した。
南朝宋のとき、寧浦郡は簡陽・興道・寧浦・呉安・平山・始定の6県を管轄した。
南朝斉のとき、寧浦郡は安広・簡陽・平山・寧浦・興道・呉安の6県を管轄した。
589年（開皇9年）、隋が南朝陳を滅ぼすと、寧浦郡は廃止されて、簡州に編入された。598年（開皇18年）、簡州は縁州と改められた。606年（大業2年）、縁州は廃止されて鬱州に編入された。607年（大業3年）に州が廃止されて郡が置かれると、鬱州は鬱林郡と改称された。
621年（武徳4年）、唐により鬱林郡寧浦県が簡州と改められた。623年（武徳6年）、南簡州と改称された。634年（貞観8年）、横州と改められた。742年（天宝元年）、横州は寧浦郡と改称された。758年（乾元元年）、寧浦郡は横州と改称され、寧浦郡の呼称は姿を消した。